# Le Matin (Antwerpen)
Le Matin was een Belgische Franstalige krant.

## Historiek
Het eerste nummer van deze in Antwerpen gevestigde Franstalige krant verscheen op 1 mei 1894 als liberale tegenhanger van de katholieke La Métropole. Het dagblad werd eerst uitgegeven door stichter Camille de Cauwer, tot 1949 door diens zoon Paul de Cauwer en vervolgens door Georges Desguin. 
Tijdens de Eerste en Tweede Wereldoorlog werd de publicatie gestaakt. De eerste editie na de bevrijding van de Duitse bezetting verscheen op 5 september 1944 met Willy Koninckx als hoofdredacteur. In 1960 werd de eveneens liberale Gentse krant La Flandre Libérale overgenomen. Vijf jaar later volgde de fusie met uitgeverij 'La Nouvelle Presse anversoise', uitgever van La Métropole tot 'Belge d'Edition, de Diffusion et de Publicité'. Vanaf 1 januari 1966 werden de kranten samengevoegd tot respectievelijk Le Matin-La Métropole (Antwerpen) en La Flandre Libérale-La Métropole (Gent). 
De krant richtte zich voornamelijk op de (Franstalige) burgerij van Antwerpen. De laatste editie verscheen op 3 juni 1974.

## Bekende medewerkers
- Fernand Demany
- Willy Koninckx